# Omphax homalotis
Omphax homalotis là một loài bướm đêm trong họ Geometridae.